# Coricuma nicoyensis
Coricuma nicoyensis is een zeekommasoort uit de familie van de Leuconidae. De wetenschappelijke naam van de soort is voor het eerst geldig gepubliceerd in 1988 door Watling & Breedy.